# Pardosa erupticia
Pardosa erupticia là một loài nhện trong họ Lycosidae.
Loài này thuộc chi Pardosa. Pardosa erupticia được Embrik Strand miêu tả năm 1913.